# Список герцогов и князей Беневенто

Лангобардское королевство

Герцоги и князья Беневенто — правители средневекового герцогства Беневенто, а затем княжества Беневенто (итал. Benevento), существовавшее с VI по XI века.

## История
Герцогство Беневенто возникло в Южной Италии в 571 году после её покорения лангобардами. Из-за своей удалённости от расположенного в Северной Италии центра власти лангобардов оно во многом развивалась автономно. В 580 году правители Беневенто разграбили монастырь Монтекассино, с 581 года совершали набеги на герцогство Неаполь, а также следили за тем, чтобы не расширялись византийские анклавы в Южной Италии.
Первым документально зафиксированным герцогом Беневенто является Зотто. В 774 году герцог Арехис II провозгласил себя князем Беневенто. После того как Лангобардское королевство в результате поражения короля Дезидерия оказалось включено в состав Франкского государства, он остался единственным лангобардским правителем в Италии. Правители Беневенто носили титул «князь лангобардов» (лат. princeps gentis Langobardorum), претендуя на власть над всеми лангобардами.
К началу IX века княжество Беневенто значительно расширилось, присоединив бо́льшую часть Апулии и Калабрии. В 836 году князь Сикард смог заключить мирное соглашение с герцогом Неаполя, а в 838 году завоевал Амальфи. Однако после его убийства в 839 году в княжестве разразилась гражданская война между братом Сикарда Сиконульфом и одним из офицеров покойного князя Радельхизом. Только усилиями короля Италии Людовика II в начале 849 года был восстановлен мир; по заключённому договору из Беневенто было выделено княжество Салерно, правителем которого стал Сиконульф, а Радельхиз был признан князем Беневенто.
Во второй половине IX века в Беневенто шла непрерывная борьба за власть между разными членами правящей династии, которые приводили к свержению князей и чередованию на княжеском троне родных и двоюродных братьев — потомков князя Радельхиза I, пока княжество не было захвачено сначала Византией, а потом Гвидо IV Сполетским. После восстановления независимости Беневенто в результате очередного переворота в 900 году Беневенто было захвачено Атенульфом I, графом Капуи, в результате чего возникло объединение двух княжеств, сохранявшееся почти до конца века. Кроме того, Атенульф ввёл политику совместного управления с сыновьями, назначив сына Ландульфа I своим соправителем. Этой практики его потомки неукоснительно придерживались. Она позволила Капуанской династии сохранять власть в Капуе и Беневенто почти 2 века, устранив риск разделения княжества в результате борьбы за престолонаследие.
Согласно булле папы Бенедикта VIII от 1014 года, в состав княжества Беневенто входили города Бовино, Асколи, Ларино, Тривенто, Лучера, Сант-Агата, Авеллино, Ариано, Вольтурария, Телезе, Алифе, Суэссула, Лезина, Термоли и Сипонто, а также область Гаргано. Впрочем, к 1023 году Сипонто был потерян.
Последний лангобардский князь умер в 1077 году, после чего Беневенто перешло под папское управление. Самим им управляли назначаемые папой ректоры — представители могущественной городской аристократии, которые пытались защитить города Беневенто от всё усиливающихся попыток завоевать их норманнов.
В 1806 году Наполеон I присвоил Шарлю Морису де Талейрану титул «князь Беневенто», который использовался до падения Наполеона в 1815 году.

## Герцоги Беневенто

Герцогство Беневенто в период наибольшего расцвета

| Имя                  | Годы жизни        | Начало правления | Конец правления | Примечание |
| -------------------- | ----------------- | ---------------- | --------------- | --- |
| Неизвестная династия |                   |                  |                 | |
| Зотто                | умер около 590    | около 571}       | начало 591      | Первый герцог Беневенто. Дата основания герцогства является дискуссионной, но исходя из сообщения Павла Диакона, что Зотто правил 20 лет, а преемник был назначен в 591 году, традиционно считается, что он начал править примерно в 571 году. В 581 году он неудачно пытался захватить Неаполь. Как отмечает Томас Ходкин, Зотто, вероятно, действовал независимо от лангобардских королей, укрепившихся в Северной Италии, и распространил свои грабежи вглубь Апулии, Калабрии и Лукании. |
| Гизульфиды           |                   |                  |                 | |
| Арехис I             | умер около 640    | начало 591       | 641             | Герцог Беневенто в 591—641 годах. Павел Диакон указывает, что Арехис был «кровным родственником» Гизульфа II, герцога Фриульского и, возможно, воспитателем его детей. Он был назначен королём Агилульфом преемником герцога Зотто в начале 591 года. Согласно «Chronicon Ducum Beneventi, Salerni, Capuæ et Neapolis» правил 50 лет. Возможно, назначая Арехиса, король пытался восстановить контроль над лангобардами в Южной Италии, которые действовали независимо от центральной власти, ведя войну в Южной Италии. Однако вскоре после назначения новый герцог попытался освободиться от королевской опеки и принёс клятву верности Византии. Впрочем, вскоре он её нарушил, сражаясь вместе с герцогом Сполето Ариульфом и 992—993 годах в Центральной Италии, а также напав на византийские владения, возобновив политику завоеваний своего предшественника. Арехис опустошил прибрежные города Лукании, а также напал на Неаполь. При этом он никак не поддерживал лангобардского короля, когда тот сражался против византийцев. К концу 695 года в его руках находилась вся Кампания, летом 696 году подчинил Луканию и значительную часть Бруттии (кроме крепостей на побережье). Весной 598 года Арехис неохотно присоединился к мирному, который при посредничестве папы римского король лангобардов заключил с равеннским экзархом, однако позже набеги в Южной Италии продолжились. В 615—616 годах он воспользовался восстанием в Неаполе против византийцев, чтобы ещё расширить свои владения, присоединив к ним Салерно. К концу его правления завоевание Южной Италии лангобардами было в целом завершено, а герцогство Беневенто приобрело те очертания, которые оно сохраняло в последующие годы. Как отмечает Паоло Бертолини, Арехиса можно считать фактическим основателем герцогства. |
| Айон (Аиульф)        | убит в 642        | 641              | 642             | Сын герцога Арехиса I, герцог Беневенто в 641—646 годах. В «Chronicon Ducum Beneventi, Salerni, Capuæ et Neapolis» указано, что Айон правил 1 год и 5 месяцев. Павел Диакон сообщает, что когда Арехис послал сына к королевскому двору, по дороге он заехал в Равенну, где его угостили отравленным питьём, от которого он потерял рассудок и никогда больше не приходил в полный и здравый ум. Вероятно, по этой причине он желал, чтобы ему наследовал не Айон, а Родоальд или Гримоальд — сыновья Гизульфа II, герцога Фриульского, которые перебрались Беневенто после смерти отца. Однако Арехису всё же наследовал Айон, но в 642 году в Сипонто высадились славяне и в сражении с ними он погиб. |
| Радоальд             | 600-е — 647       | 642              | 647             | Сын Гизульфа II, герцога Сполето, герцог Беневенто с 642 года. Вероятно, родился в начале VII века, поскольку во время нападения аваров в 610 году был ещё ребёнком. После смерти Гизульфа II в Фриуле совместно правили двое старших сыновей — Тасо и Какко, однако незадолго до 625 года они были вероломно убиты экзархом Равенны Григория. После этого Фриуль перешла не к их братьям Радоальду и Гримоальду, а к их дяде Гразульфу II. Недовольные этим братья отправились в Южную Италию и оказались при дворе герцога Беневенто Арехиса, который считал, что они лучше подойдут для управления герцогством, чем его сын Айон. После гибели герцога Айона в 642 году его преемником стал Радоальд. Он отомстил славянам за гибель предшественника: зная их язык, он обманом проник к ним и устроил резню, заставив выживших бежать. По сообщению Павла Диакона, Радоальд правил 5 лет. В последний год своей жизни (646/647) он предпринял неудачную попытку завоевать Сорренто. Радоальд умер в 647 году, его сменил брат Гримоальд. |
| Гримоальд I          | 600-е — осень 671 | 647              | 671             | Сын Гизульфа II, герцога Сполето, младший брат герцога Беневенто Радоальда, герцог Беневенто в 647—662 годах, король лангобардов с 662 года. Как и Радоальд, после убийства старших братьев Тасо и Какко нашёл пристанище при дворе герцога Беневенто Арехиса. После смерти Радоальда в 647 году Гримоальд сам стал герцогом. По сообщению Павла Диакона, он был герцогом Беневенто 25 лет. Около 647 года Гримоальд разбил «греков» (возможно, мародёров из Восточного Средиземноморья), которые пытались добраться до святилища Архангела Михаила на горе Гаргано, чтобы разграбить его. После смерти в 661 году короля Ариперта I он умело воспользовался нестабильностью королевской власти из-за конфликта, возникшего между сыновьями покойного, Годепертом и Пертари. Годеперт послал туринского герцога Гарибальда к Гримоальду с просьбой помочь ему против брата. Однако тот уговорил герцога Беневенто самому занять трон, пообещав руку Теодоты сестры конфликтующих королей. Оставив управлять в герцогстве своего сына Ромуальдо, он отправился завоёвывать королевство. В итоге Годеберт был убит, Пертари, бросив семью, бежал к аварам, а Гримоальд в 662 году взошёл на лангобардский трон и женился на Теодоте. Юного сына Пертари по имени Куниперт он отправил в ссылку в Беневенто. Став королём, он смог стабилизировать власть в Лангобардском королевстве, разобравшись с расположенными на периферии герцогствами — Фриули и Сполето. Однако после его смерти на лангобардский трон в 671 году вернувшийся из изгнания Пертари сверг Гарибальда, малолетнего сына Грмоальда и Теодоты, и стал править сам. |
| Ромуальд I           | 687               | 671              | 687             | Сын Гримоальда I, герцог Беневенто с 671 года. С 661 года он управлял герцогством вместо отца, когда тот отправился завоёвывать лангобардскую корону. После того как Гримоальд в 662 году стал королём, Ромуальд продолжал от его имени управлять Беневенто. В 663 году Беневенто был осаждён византийским императором Константа II, который высадился с армией в Апулии пытаясь отвоевать завоёванные лангобардами земли в Южной Италии, ранее принадлежавших империи. Однако Ромуальд успел отправить отцу известие об угрозе. Когда император узнал о приближающейся армии Гримоальда, он предпочёл договориться с Ромуальдом и снять осаду, после чего, взяв с собой в качестве заложницы его сестру Гизу, отправился в Неаполь. Позже его армия потерпела от лангобардов два тяжёлых поражения в битвах на реке Калоре и при Форино, после чего Констант II уже не смог угрожать Беневенто. Вскоре после этого Ромуальд по просьбе отца женился на Теудераде, дочери фриульского герцога Лупа, который во время похода Гримоальда удерживал Павию, но позже восстал против него. По мнению Клаудио Аззара, этот брак должен был восстановить политическое равновесие, укрепив союз короля с могущественным герцогом. Теодерада родила Ромуальду троих сыновей — Гримоальда II, Гизульфа I и Арихиса, двое из которых позже управляли Беневенто. По соглашению с отцом Ромуальд поселил в малонаселённых районах герцогства, которые имели стратегически важное значение, отряд болгарских воинов под командованием Альцеко. Пока был жив отец, он был вынужден согласовывать с ним все свои действия. Только после смерти Гримоальда в 671 году Ромуальд стал полноценным правителем герцогства, совершив несколько важных политических и военных предприятий. Главным из них стал поход на византийские владения в Апулии, в результате чего были Бриндизи и Таранто — важные порты на восточном побережье. В итоге Ромуальду удалось значительно увеличить территорию герцогства вплоть до Бруттия и Салентийского полуострова, что позволило ему установить более надёжный контроль над Апулией. Кроме того, герцогу приписываются большие заслуги по принятию католицизма лангобардами, живших в Южной Италии. Во время его 16-летнего правления в Беневенто было возведено большое количество монастырей и церквей, часть из которых были основаны по инициативе герцогини Теудерады. |
| Гримоальд II         | умер в 690        | 687              | 690             | Старший сын Ромуальда I, герцог Беневенто, герцог Беневенто с 687 года. По сообщению Павла Диакона, правил 3 года, после чего его сменил младший брат Гизульф I. |
| Гизульф I            | после 672 — 706   | 690              | 706             | Второй сын Ромуальда I, герцог Беневенто с 690 года. По сообщению Павла Диакона, правил 17 лет. Гизульф стал герцогом после ранней смерти своего старшего брата Гримоальда II. Вероятно, в это время он был ещё достаточно молод. О деталях перехода к нему власти практически ничего неизвестно, но, согласно «Vita et Translatio Sancti Sabini», в первые годы своего правления (и, возможно, достаточно долго) регентом при нём была мать Теодерада, которая была очень верующей католичкой. К моменту восшествия Гизульфа на престол политическая ситуация как в самом Беневенто, так и за его пределами, была сильно изменчивой. Брак его родителей сильно укрепил и ранее существовавшие связи Беневенто и герцогства Фриульского. При этом отношения Гизульфа с часто сменявшими другу друга лангобардских королей были минимальными. При этом возобновилась активная экспансия Беневенто в Апулии, которая происходила в том числе и для того, чтобы обезопасить береговую линию от постоянных нападений славянских, византийских и мусульманских пиратов. Кроме того, герцог покровительствовал католицизму, которое всё больше проникало в Беневенто, и монахам монастырей в Беневенто. Несмотря на это, Гизульф не стремился покорно следовать политике пап римских и смог извлечь выгоду из их сложностей в отношениях с императорами Византии, организовав несколько успешных экспедиций против Римского герцогства. В результате к 702 году ему удалось захватить Сору, Арпино и Арче в районе реки Лири, имевшие большое стратегическое и экономическое значение. Однако папа Иоанн VI благодаря посредниками и церковным дипломатам смог добиться возвращения части многочисленных пленных, захваченных армией герцога, и вывода беневентских войск с захваченных территорий, хотя земли, вероятно, остались под управлением Гизульфа. |
| Ромуальд II          | около 690 — 732   | 706              | 732             | Сын герцога Гизульфа I, герцог Беневенто с 706 года. По сообщению Павла Диакона, правил 26 лет. Ромуальд II сменил отца в 706 году. Между 711 и 719 годами он предпринял военную экспедицию, временно захватив Кумы — важное византийское владение в Кампании, однако благодаря быстрой реакции герцога Неаполя Иоанна I византийские войска смогли вернуть город. При этом Ромуальд смог добиться у папы римского Григория II компенсации в 70 золотых фунтов за заключение мира с Неаполем. В последние годы правления герцога вся Италия была охвачена ожесточённым противостоянием между папами и Византией и-за Иконоборчества. В этот спор ввязался на стороне папы король Лиутпранд, причём не из-за религиозного рвения, а надеясь воспользоваться конфликтом, чтобы распространить своё влияние на византийские владения в Италии. Ромуальд II также встал на сторону папы. Клаудио Аззара полагает, что помимо возможного религиозного рвения герцог стремился гарантировать Беневенто благодаря папской поддержке более сильную позицию по отношению к экспансионистской политике короля. Поддержал папу и герцог Сполето Тразимунд, объединившего усилия с Ромуальдом, чтобы защитить Григория II и не допустить завоевание Лиутпрандом областей в Южной и Центральной Италии. Этот тройственный союз привёл короля к союзу с экзархом Равенны, врагом папы, а в 729 году совершил поход в Сполето, добившись клятвы верности от Трансамунда и взяв заложников, чтобы гарантировать подчинение герцогов Сполето и Беневенто. В результате вынужденного сближения с Лиутпрандом Ромуальду пришлось жениться на Гумперге — племяннице короля, дочери его сестры Ауроны, а после её смерти — на Ранигунде, дочери герцога Брешии Гайдуальдо, одного из самых верных соратников короля. |
| Неизвестные династии |                   |                  |                 | |
| Ауделайс             | после 732         | 732              | 732             | Герцог Беневенто в 732—733 годах. У Павла Диакона его имя отсутствует. Однако в списке герцогов Беневенто, сохранённом в Монтекассино, указан герцог Ауделайс, который правил 2 года. Вероятно, он был узурпатором. Павел Диакон сообщает, что после смерти в 732 году герцога Ромуальда II некие заговорщики подняли мятеж и попытались убить его малолетнего сына Гизульфа, назначенного отцом преемником, однако народ Беневенто, преданный своим герцогам, спас мальчика и убил заговорщиков. Клаудио Аззаро считает, что восстала часть аристократии Беневенто, чтобы заменить Гизульфа на реферандария дворца Ауделайса. По мнению историка, их целью было прервать линию герцогов, а также обеспечить большую автономию от Лангобардского королевства. В любом случае, Ауделайс, возглавлявший заговор, хотя и принял герцогскую власть, правил очень непродолжительное время. А затем вмешался король Лиутпранд, который поставил герцогом не Гизульфа, внука своей сестры, а племянника Григория, восстановив полный контроль над Беневенто. |
| Григорий             | умер в 739/740    | 732              | 739/740         | Герцог Беневенто с 733 года. Кто были его родители неизвестно, однако Павел Диаон называет Григория племянником (лат. nepos) короля лангобардов Лиутпранда. Возможно, что до назначения в Беневенто Григорий был герцогом в Кьюси — области рядом с Сиеной. Короля Лиутпранда, который был вовлечён в иконоборческий спор между папой и Византийской империей, очень беспокоило военное и политическое могущество герцогов Сполето и Беневенто. После похода на Сполето в 729 году ему удалось подчинить герцогов Тразимунда и Ромуальдо. А после смерти герцога Беневенто он вмешался в дела герцогства после восстания против малолетнего Гизульфа II, который был его внучатым племянником. Заинтересованный в распространении власти на Беневенто, Лиутпранд положил конец раздорам и поставил новым герцогом своего племянника Григория. Гизульф II, возможно, мог сохранить какую-то власть в небольшой части обширного герцогства. Произошло это, вероятно, в 732 году. Однако новый герцог не пользовался поддержкой ни одной из противоборствующей сторон, особенно населения Беневенто, привязанного к своей правящей династии. Григория не считали законным герцогом, а только чиновником, навязанным королём. О его правлении практически ничего неизвестно, Павел Диакон сообщает, что он правил 7 лет, то есть оно должно было закончится около 739/740 года. При этом «Chronica S. Benedicti Casinensis» хотя в первый раз указывает те же 7 лет правления Григория, во второй части сокращает его до 3 лет. Но 7 лет указывает и «Catalogus regum Langobardorum et ducum Beneventanorum». После 735 года Лиутпранд временно захватил Равенну, что способствовало сближению экзарха Равенны Евтихия с папой Григорием III. Последний, заинтересованный в сдерживании экспансии лангобардского короля, был заинтересован в расторжении его союза с герцогами Сполето и Беневенто. По мнению Андреа Бедины, именно это могло привести к восстанию в Сполето, которое закончилось убийством герцога Хильдерика. Историк не исключает, что герцог Григорий тоже мог быть убит. |
| Годескальк           | убит в 742        | 739/740          | 742             | Герцог Беневенто в 730/740 — 743 годах. Происхождение его неизвестно, каких-то сведений до того, как он стал герцогом Беневенто, нет. Павел Диакон только упоминает о том, что Годескальк правил 3 года. Герцогом он стал после смерти Григория, поставленного королём Лиутпрандом, сам же Годескальк стал герцогом, не спрашивая королевского одобрения около 739/740 года. Андреа Бедина считает, что новый герцог происходил из фракции, враждебной к королю Лиутпранду и не исключает, что он пришёл к власти в результате переворота, за которым мог стоять папа римский Григорий III. Из послания папы Захарии Карлу Мартеллу, датируемым 740 годом, известно, что он находился в прекрасных отношениях с новым герцогом Беневенто, и сообщил, что тот не подчинился требованию Лиутпранда о военном вторжении в Римское герцогство. Однако в 741 году папа резко изменил политический курс и даже предложил Лиутпранду предоставить римское ополчение против мятежных герцогов Сполето и Беневенто, которая, по его мнению, была неизбежна. В 742 году королевская армия, которой помогал фриульский герцог Ратхис и его брат Айстульф, сместила герцога Сполето Тразимунда II, вместо которого Лиутпранд возвёл своего племянника Агипранда. После этого армия двинулась на Беневенто. Годескальк попытался бежать, однако это удалось только его жене Анне, сам же он, собираясь взойти на корабль, отправлявшийся в Грецию, был убит беневентцами, верными Гизульфу II, наследнику покойного герцога Ромуальда II. Это произошло в 742 году, но не ранее февраля. Прибывший Лиутпранд возвёл на герцогский престол Гизульфа. Однако и многие годы спустя в Беневенто было охвачено борьбой между фракциями сторонников нового герцога и покойного Годескалька. |
| Гизульфиды           |                   |                  |                 | |
| Гизульф II           | после 729 —       | около июня 742   | 752             | Герцог Беневенто с 742 года, сын герцога Ромуальда II и Гумперги, племяннице короля Лиутпранда. Год его рождения неизвестен. Некоторые исследователи относят его к 724 году, однако Андреа Бедина считает, что брак его родителей с высокой вероятностью можно отнести к 729 году. В момент смерти отца в 732 году он был мал. Хотя отец и провозгласил его наследником, в Беневенто вспыхнуло восстание. Власть захватил сначала Ауделайс, но он был смещён беневентцами, верными прежней герцогской династии. Однако далее вмешался король Лиутпранд, который возвёл на престол своего племянника Григория. Возможно, что Гизульф получил какие-то владения, однако следов этого не сохранилось. После смерти Григория на престол возвели Годескалька, пытавшийся противостоять королю. В ответ Лиутпранд в 742 году предпринявший поход на Беневенто. Герцог был убит при попытки бегства, а король возвёл на престол своего внучатого племянника Гизульфа II. Это произошло около июня 742 года. Новый герцог сурово обошёлся со сторонниками Годескалька, конфисковав подаренные им земли, передав их своим сторонникам. Он поддерживал и покровительствовал беневентским монастырям Монтекассино и Сан-Винченцо-аль-Вольтурно. Последний раз в документах Гизульф упоминается в феврале 751 года. В декабре 752 года он был уже мёртв. Возможно, что он умер за несколько месяцев до этого. Он пережил короля Лиутпранда, после чего Беневенто стало вновь стремиться выйти из-под королевской власти. Однако после того как король в 749 году Ратхис стал монахом и на престол взошёл Айстульф, герцог поддержал его избрание, поскольку в июле 751 года в осаде Равенны участвовала армия из Беневенто. |
| Лиутпранд            | умер после 758    | 752              | весна 758       | Сын Гизульфа II, герцог Беневенто в 752—758 годах. Родился он, вероятно, в середине 740-х годов, поскольку брак его родителей состоялся, вероятно, около лета 742 года. Впервые в документах как герцог Литупранд упоминается в декабре 752 года, вероятно, его отец умер несколькими месяцами раньше. Его мать, герцогиня Скауниперга, политически близкая к королевскому двору, после этого стала играть важную роль в политической жизни Беневенто, поскольку её сын, вероятно, в это время был достаточно юн, поэтому мать была регентом герцогства. Она активно поддерживала короля Ауйстульфа, в результате чего армия из Беневенто неоднократно отправлялась для поддержки короля. Но после смерти Айстульфа в декабре 756 года ситуация изменилась. К тому моменту Скауниперга или умерла, или удалилась от политической жизни, поскольку с ноября 754 года она больше не упоминается. Однако некоторые исследователи полагают, что исчезновение имени матери герцога связано с появлением новой активной фигуры в Беневенто — нутритора Джованни, который фактически заменил Скаунипергу в качестве воспитателя герцога. С этого момента начинается сближение Лиутпранда с папой Стефаном II, а затем начались переговоры с новым франкским королём Пипином Коротким. Герцог планировал заключить с ним союз, который позволил бы ему освободиться от подчинения лангобардского короля. Однако избрание новым королём Дезидерия не привело к франко-лангобардскому противостоянию, наоборот, оба народа временно сблизились. Это привело к изоляции профранкской партии в Беневенто. Весной 758 года Дезидерий предпринял поход в Беневенто, чтобы помешать отделению герцогства от Лангобардского королевства. В результате Лиутпранд был вынужден бежать и укрылся в Отаранто, а на герцогский престол король возвёл своего зятя Арехиса II. Дальнейшая судьба Лиутпранда неизвестна. |

## Князья Беневенто

Беневенто после выделения княжества Салерно в IX веке

Италия около 1000 года

| Имя                                               | Годы жизни                 | Начало правления                 | Конец правления        | Примечание |
| ------------------------------------------------- | -------------------------- | -------------------------------- | ---------------------- | --- |
| Лангобардское княжество                           |                            |                                  |                        | |
| Арехис II                                         | около 736 — 26 августа 787 | 758 (герцог) 774 (князь)         | 26 августа 787         | Герцог Беневенто с 758 года, князь Беневенто с 774 года. Арехиз, несомненно, был уроженцем Беневенто и происходил из знатного рода. Хотя была версия о том, что он был родом из Фриуля, Паоло Бертолини указывает на то, что ни Павел Диакон, ни Эрхемперт не говорят о его иностранном происхождении. При этом «Салернская хроника» указывает на то, что детство Арехис провёл в Беневенто Высказывалась версия, что он был потомком Арехиса — младшего сына герцога Ромуальда I. По другой версии он мог происходить из той же семьи, что и король Лиутпранд. После смерти в 756 году короля Айстульфа герцог Беневенто Лиутпранд решил попробовать сбросить зависимость от лангобардской короны и в 757 году через папу Стефана II сообщил о том, что он согласен признать протекторат франкского короля Пипина Короткого. Однако утвердившийся на троне король Дезидерий совершил поход в Южную Италию и в 758 году сверг Лиутпранда. На его место он поставил Арехиса II, который для укрепления своего престижа около 760 года женился на королевской дочери Адельперге. О первых 16 годах правления герцога (до падения Лангобардского королевства) сведений сохранилось мало. В 763 году он отправил посольство в Константинополь, цели и результаты которого неизвестны. Кроме того, у него начались раздоры с герцогами Неаполя, которые переросли в войну, продолжавшуюся с небольшими перерывами вплоть до его смерти. В 765 году Арехис разбил неаполитанцев, которые были вынуждены заключить мир, отправить в качестве заложника Цезарио, пятилетнего сына герцога Стефана II, и обязавшись выплачивать ежегодную дань. С папами римскими герцог проводил независимую политику, отказываясь делать запрашиваемые выплаты, даже конда на них настаивал Дезидерий. После захвата в 774 году Лангобардского королевства Карлом Великим Адельхиз неожиданно оказался на более видном месте в итальянской политике, чем другие итальянские герцоги. В то время как герцоги Фриуля и Сполето были низведены до статуса вассалов франкского правителя, герцог Беневенто, происходивший из очень знатного рода и бывший зятем последнего короля, находяшийся во главе крупнейшего герцогства королевства, имевшего многовековую традицию автономии, оказался в совершенно другом положении. Неизвестно, оказывал ли на него Карл Великий какое-то давление, пытаясь заставить его подчиниться по примеру других герцогов. «Салернская хроника» прямо подчёркивает тот факт, что Арехис был единственным из лангобардских правителей, который осмелился отказать в повиновении новому хозяину Италии. Герцог сразу же воспользовался сложившейся ситуацией на полуострове, заявив, что является преемником свергнутого Дезидерия и лидером лангобардской нации, демонстрируя своё стремление к независимости. И он после посвящения епископами в том же 774 году принял титул князя (принцепса). В документах он использовал титулы «excellentissimus vir», «gloriosissimus dominus» и «gloriosus princeps», добавив к титулу и символы власти — диадему, скипетр и золотой трон. При такой политике мир между новым князем Беневенто и Карлом Великим, который намеревался установить в Италии новый порядок вещей. Франкский король желал, чтобы лангобарды рассматривали его как правопреемника свергнутого Дезидерия, а любое сопротивление своей власти рассматривал как акт восстания. Такая позиция была одобрена и папой римским Адрианом I, который признавал за Арехисом только герцогский титул, который считал, что новый король вправе отдавать приказы и требовать от герцогов повиновения. Франкские аналисты также указывали правителя Беневенто только с этим титулом. Папа намеревался спровоцировать вмешательство Карла Великого в дела Южной Италии, рассчитывая, что после победы тот передаст всю территорию Беневенто в подчинение папскому престолу. В итоге он уже в 775 году поспешил сообщить королю о готовящемся Арехисом заговоре с целью свержения франкского правления и восстановления с помощью византийцев Лангобардского королевства. По словам папы, в подготовке восстания также участвовали герцоги Родгауд Фриульский, Ренинбальд из Клузии и Гильдепранд Сполетский. Паоло Бертолини указывает, что Родгауд, очень вероятно, действительно готовился в в конце 778 года к восстанию, которое сделало необходимым поход Карла против него в следующем году. Однако историк указывает, что Арехис и другие герцоги не особо стремились оказать помощь герцогу Фриуля, который оказался в одиночке против франкской армии. При этом Арехис проводил политику экспансии, стремясь захватить соседние владения, находящихся под управлением папы. При этом папские территории пытались захватить и герцоги Неаполя, причём князь Беневенто прилагал усилия, чтобы помешать мирному урегулированию между папой и неаполитанцами. Однако вскоре союз Беневенто и Неаполя распался. Недовольный политикой, проводимой правителями Амальфи, Арехис вторгся на его территорию, разграбив её, что вызвало быструю реакцию неаполитанцеов, поспешивших на помощь, нанеся беневентцам поражение. Война между италийскими греками и лангобардами продолжалась до тех пор, пока зимой 787 года Италии не появилась армия Карла Великого. Франкский король, урегулировавший проблемы в своём королевстве, в конце 786 года решил совершить поход в Южную Италию. Когда Арехис узнал, что Карл добрался до Рима, он поспешил заключить мир с неаполитанцами. Затем он отправил своего старшего сына Ромуальда в Рим с богатыми подарками. Одновременно князь готовился защищать Беневенто, собрав армию и урепив замки. Ромуальд передал Карлу обещания отца о полном подчинении. Франкский король, который был заинтересован в покорности Арехиса, а не в разорении его владений, вначале склонялся к переговорам, но затем внял просьбам своих вельмож, заинтересованных в добыче, и папы Адриана I, желавшего освободиться от опасного соседа, и решил всё же двинуться в Южную Италию, посчитав, что демонстрация силы пойдёт на помощь его престижу. Удерживая Ромуальда, он в первые месяцы 787 года двинулся на юг. В марте он добрался ло Капуи, где к нему прибыл епископ Беневенто Давид с просьбой Арехиса о мире. Сам князь перебрался в крепость Салерно, откуда следил за развитием событий. На этот раз Карл решил предоставить Арехису мир после переговоров с ним. Князю пришлось присягнуть на верность франкскому королю и согласиться выплачивать ему ежегодную дань, а также передать заложников, включая двух младших детей — сына Гримоальда и дочь Адельджису. Когда заложники достигли Капуи, Карл отпустил Ромуальда. Из Капуи король отбыл на север в конце марта. Гримоальд отправился с ним, а Адельджису Карл отпустил к отцу. А уже 26 августа Арехис умер в Салерно. Поскольку его старший сын Ромуальд умер месяцем ранее, новым герцогом стал второй сын Гримоальд. |
| Гримоальд III                                     | умер в апреле 806          | 26 августа 787                   | апрель 806             | Второй сын Арехиса II, князь Беневенто с 787 года. О родился, вероятно, в 870-е годы. Во время похода Карла Великого в Южную Италию в марте 787 года Гримоальд был отдан в качестве заложника соблюдения его отцом мира. Однако в июле умер его старший брат Ромуальд, а в августе — отец, в результате чего он унаследовал княжеский трон. Во время его отсутствия управление княжеством перешло к матери, Адельпеги. Гримоальд принёс Карлу присягу на верность, пообещал размещать его имя на своих грамотак и монетах и был отпущен в Беневенто. В своё княжество он прибыл в мае 788 года, начав правление с благодарственного молебна. Новый князь временно предпочёл сохранить политическую линию, при которой он хотя формально и зависел от франков, но был максимально автономным, хотя и отказался выполнить требование Карла об урезании бород своих людей и разрушить стены Салерно, Концы и Ачеренцы. При этом он враждебно относился к папе и византийскому вмешательству. Папа Адриан I стремился присоединить к своим владениям территорию Кампании между реками Лири и Вольтурно, однако князь, пусть и подчинившийся франкам и благоприятствуя их политике, затруднил папскую экспансию на юг. Уже в 788 году Гримоальду фактически пришлось выполнить данную Карлу клятву верности, когда после того как король отклонил предложение о браке одной из своих дочерей с молодым византийским императором Константином VI, тот в отместку отправил в Южную Италию карательную экспедицию. Князь Беневенто активно ей противодействовал, особенно в Калабрии. Около 791 года Гримоальд женился на Эванции, невестке Константина VI, хотя, вероятно, этот союз был запланирован его отцом ещё при его жизни. В результате Беневенто вышло из подчинения франкской короне. С этого момента начались вторжения франков на территорию княжества, однако они представляли собой небольшие стычки без особых последствий. Около 795 года Гримоальд расстался со своей женой, что стало возможно в том числе благодаря разводу императора со сестрой Эванции. Сыновья Карла Великого, Людовик и Пипин дважды (вероятно, в 793 и между 800 и 801 годами) совершали набеги в Южную Италию, но это мало что изменило. Гримоальд умер в апреле 806 года, не оставив наследников, поскольку его единственный сын Годфрит умер раньше отца. |
| Неизвестная династия                              |                            |                                  |                        | |
| Гримоальд IV                                      | убит летом 817             | апрель 806                       | лето 817               | Сын Эрменриха, князь Беневенто с 806 года. При жизни Гримоальда III он исполнял обязанности «тезавратора» (казначея). Он одновременно имел аристократическое происхождение и был чиновником, что, по мнению исследователей, создало условия для последующего распада могущественного лангобардского княжества. Эрхемперт называет Гримоальда мягким человеком, который сразу же после того как стал князем, начал заключать мирные договоры с соседями — франками и неаполитанцами. Смена власти прошла без каких-то проблем, поскольку единственный сын его предшественника не пережил отца. Возможно, что он был связан каким-то родством с предшественниками. П. Бертолини на основании туманного упоминания в «Chronicon Vulturnense» предположил, что Гримоальд IV мог быть племянником Гримоальда III. Кроме того, он был связан родством с салернским прелатом Пьетро и находился в очень хороших отношениях с монастырями Сан-Винченцо-аль-Вольтурно и Монтекассино. Возможно, что Гримоальд приобрёл значительный личный престиж, принимая участие в военных кампаниях предшественника против франков Пипина. Однако первые годы его правления не были мирными. Ему пришлось защищаться от нападений франков под командованием сначала Пипина, а затем Бернарда. В начале 812 года франкам удалось навязать ему мир, по которому князь признавал себя вассалом и должен был выплатить дань 25 тысяч солидов, а затем выплачивать 7 тысяч солидов ежегодно. Возможно, что по условиям договора ему пришлось уступить некоторые приморские владения Беневенто герцогу Сполето Винигизу. Однако заключённый с Каролингами мир не изменил его политику, направленную на автономию как от франкского, так и от византийского вмешательства. В 816 году против князя неким Дауферием был организован заговор, в результате которого Гримоальдо попытались убить на мосту около Вьетри. Попытка провалилась, а Дауферий смог найти убежище в Неаполе. Но летом 817 года был организован новый заговор, в результате которого князь был убит. |
| Сикониды                                          |                            |                                  |                        | |
| Сикон (Сико)                                      | около 772 — сентябрь 832   | лето 817                         | сентябрь 832           | Князь Беневенто с 817 года. Происхождение Сикона неизвестно. Он не был уроженцем Беневенто. Иоанн Диакон в «Gesta Episcoporum Neapolitanorum» сообщает, что он был родом из Фриуля и прибыл в Беневенто в очень раннем возрасте. В его эпитафии, приводимой в «Poetae latini aevi Carolini» Э. Дюммлера сообщается, что он прибыл в Беневенто ребёнком сразу после франкского завоевания Павии и был воспитан Арехисом II при княжеском дворе. Более позние, но более развёрнутые рассказы Эрхемперта и «Салернская хроника» сообщают, что Сикон был родом из Сполето и прибыл в Беневенто во время правления Гримоальда IV, приобретя власть из-за благосклонности к нему князя, назначившего его гастальдо Ачеренцы. Однако вскоре его отношения с князем испортились и он был осаждён в Арченце Гримоальдом и графом Концы. Неизвестно, был ли он активным участником заговора против князя, в результате которого тот был убит в конце мая или июле 817 года. Вито Лоре считает, что, скорее всего, Сикон был возведён на княжеский престол в качестве компромисса между двумя фракциями знати, изначально противостоящих друг к другу, но враждебно настроенными к Гримоальду IV. Их возглавляли Радеки, граф Концы, и Родфид, сын Дауферия. Став князем, Сикон уже в 818 году возобновил договор с франками. В начале своего правления он опирался на возведших его на престол Радеки и Родфрида; первый при нём стал референдарием, а второй — казначеем. Своих трёх дочерей он выдал замуж за беневентских дворян. Обеспечил себя Сикон и личным богатством. Кроме того, он наладил отношения с могущественным и фактически независимым гастальдо Капуи Ландульфом, который впоследствии был верным союзником его сыновей. Несколько раз Сикон нападал на неаполитанцев и даже спровоцировал в 822 году против соперника франкскую итервенцию. Последнее нападение произошло летом 831 года, когда князь забрал из Неаполя мощи святого Януария, перевезя их в Беневенто. Война завершилась мирным договором, который был весьма выгоден беневентским купцам, ибо помимо выплаты ежегодной дани неаполитанцы обязались разрешить хождение в своём герцогстве беневентских монет. Сикон умер в сентябре 832 года, ему наследовал старший сын Сикард. Второй же сын, Сиконульф, позже стал князем Салерно. |
| Сикард                                            | убит в июле/августе 839    | октябрь 832                      | июль/август 839        | Старший сын Сикона, князь Беневенто с 832 года. Вероятно, он родился в самом конце VIII века. Сикард был назван отцом в качестве своего наследника и унаследовал престол после его смерти. Его главным советником и опорой стал Родфирид, который был одним из самых крупных союзников его отца, упоминаемый как казначей и референдарий. Вскорее они оказались связаны ещё и родством, женившись на сёстрах — дочерях Дауферио Муто. Новый князь проводил крайне беспринципную и раскольническую политику по отношению к знати, из-за чего его крайне негативно оценивают и Эрхемперт, и «Салернская хроника». Он преследовал многих своих противников. Так аббат Альфано был вынужден бежать в Неаполь, а по возвращении он был убит в Салерно. Пострадал также Деусдерит, аббат Монтекассино, заключённый в тюрьму. При этом отношение князя к знати уравновешивалось крайне аргрессивной внешней политикой. После смерти отца неаполитанцы приостановили выплату дани и отвоевали часть земели, ранее завоёванных лангобардами. Ответные действия Сикард предпринял только в 835 году, вынудив герцога Андрея II призвать на помощь арабов. В июле 836 года они заключили пятилетнее перемирие, к моменту которого Сикарду удалось подчинить себе Нолу, а неаполитанцы обязались восстановить выплату дани. Перемирие в итоге нарушил между 836 и 838 годами сам Сикард, захватив Сорренто и Амальфи. Оккупация Амильфи имела долгосрочные последствия, поскольку после смерти Сикарда город стал независим и от лангобардов, и от неаполитанцев. Кромое того, князь изымал разные реликвии, перевозя их в свои владения. Но внутри самого Беневенто у Сикарда была оппозиция. Подозревая, что его противники могут сделать ставку на его брата Сиконульфа, отличившегося при взятии Амальфи, он приказал постричь его в монахи и заточил в Таранто, где тот находился в суровых условиях до смерти князя. Но этого оказалось недостаточно: в июле или августе 839 года произошёл заговор, в результате которого Сикард был убит, а на княжеский трон взошёл казначей Радельхиз. |
| Радельхизиды                                      |                            |                                  |                        | |
| Радельхиз I                                       | около 791 — май/июнь 851   | август 839                       | май/июнь 851           | Князь Беневенто с 851 года. Происхождение Радельхиза неизвестно. Поскольку в его эпитафии было написано, что он умер в 851 году после того, как отпраздновал 60-летие, он мог родиться около 791 года. Во время правленися своего предшественника, Сикарда, Радельхиз занимал должность казначея, что, по мнению Вито Лоре свидетельствует о его нахождении в особо близком окружении князя. В июле или августе 839 года Сикард был убит. Его преемником в августе был избран Радельхиз. Его соперником при избрании был Адельхиз, сын Референдария Рофрида, близкого союзника Сикарда. Хотя сам Радельхиз, по мнению Лоре, вряд ли был причастен к убийству князя, именно его избрание привело к расколу среди аристократии Беневенто. Лидером оппозиции новому князу стал Дауферио Муто — один из самых заметных представителей местной аристократии в VIII—IX веках. После избрания Радельхиза от отправился в Салерно, где заручился поддержкой могущественного гастальдо Капуи Лундульфа. Укрепившись в Салерно, Дауферио и его соратники решили сделать князем Сиконульфа, брата покойного Сикарда, которого тот заставил постричься в монахи и отправил в заключение в Таранто. В конце 839 года он смог получить свободу и отправился в Концо на территории Салерно. «Салернская хроника» сообщает, что затем он присоединился к своим сторонникам в Салерно и был провозглашён ими князем. Хотя «Cronicae Sancti Benedicti casinensis» указывает, что Сиконульф был провозглашён князем сразу после освобождения из заключения в Таранто, Вито Лоре считает эту версию маловероятной. Как и Радельхиз, он именовал себя «princeps gentis Langobardorum», косвенно претендуя на власть над всеми лангобардами. В результате в Беневенто одновременно было 2 князя, каждый из которых контролировал разную территорию, но имел одинаковые амбиции. Чтобы привлечь к себе сторонников, Радельхиз между октябрём 839 и сентябрём 842 года сделал много уступок и пожалований. Хотя он в столице имел достаточно прочные позиции, большую часть княжества контролировал его соперник Сиконульф. Чтобы уменьшить размер конфликта, Радельхиз начал переговоры с салернцами, однако его посланник Адельмарий перещшёл на другую сторону и заманил князя в засаду. Его отряд был разбит, а сам Радельхиз с большим трудом смог сбежать. Эрхемперт считает, что эта битва произошла до прибытия Сиконульфа в Салерно, а «Салернская хроника» — что позже. В любом случае, поражение имело тяжёлые последствия для Радельхиза, который в дальнейшем был вынужден обороняться. В кототкий промежуток времени Сиконульф при помощи перешедшего на его сторону Ландульфа Капуанского смог отвоевать южную часть Беневенто. В 843 году его армия разбила Радельхиза в битве при Каудинском ущелье, после чего осадила Беневенто. Решающим моментом здесь оказалось посредничество герцога Сполето Гвидо I, шурина Сиконульфа. Вначале он попеременно предлагал свой союз то одному князю, то другому, получая от них богатые подарки. Но в итоге именно он убедил Сиконульфа снять осаду и отправиться в Рим, чтобы попросить поддержки у недавно коронованного короля Людовика II. Однако положение Радельхиза оставалось сложным. Чтобы противостоять сопернику, который достаточно быстро установил контроль над большей частью Апулии, он нанял мусульманских наёмников, однако это не принесло ему никаких преимуществ, а наоборот сильнее ослабило позиции, поскольку наёмники грабили население. Один из мусульманских союзников Радельхиза, Массар, в 846—847 годах не только вторгался со своими людьми на территорию княжества, но и постоянно проживал в Беневенто, сдерживая местное население. После вторжения мусульман в 846 году в Остию император Лотарь I в октябре 847 года ответил на призыв лангобардских князей, издав капитулярий об организации военной экспедиции в Южную Италию. Одним из тех, кто собирал армию, был Гвидо Сполетский, возглавил же её император Людовик II. Она состоялась весной 848 года. Людовик II отвоевал Беневенто и убил Массара, которого, возможно, ему обманом выдал сам Радельхиз. Император был заинтересован в ослаблении Беневенто. В итоге Людовик II перед возвращением в Рим санкционировал разделение владений лангобардов на 2 отдельных княжества со столицами в Беневенто и Салерно. Текст соглашения, которое датировано 12 мая 848 года и декабрём 849 года, напоминает о гарантиях, которые даёт императорская власть, но формально является уступкой Радельхиза своему сопернику. По его условиям князь Беневенто уступал своему Сиконульфу территою на побережье Тирренского моря и южную полосу древнего герцогства Беневента, простирающуюся от Козенцы, Кассано и Таранто на юге до Соры на севере. Радельхизу достались Самниум, Молизе и Северная и Центральная Апулия. В результате в его владении оказалась бо́льшие владения, чем он контролировал на последнем этапе войны с Сиконульфом. Радельхиз умер в мае или июне 851 года. У него было 12 детей, наследником же стал сын Радельгар. |
| Радельгар                                         |                            | май/июнь 851                     | 853 или 854            | Сын Радельхиза I, князь Беневенто с 851 года. Унаследовал уменьшившееся после разделение королём Людовиком II княжество Беневенто после смерти отца в мае/июне 851 года, но уже в 853 или 854 году умер, после чего княжество перешло к его брату Адельхизу. |
| Адельхиз                                          | убит в 878 году            | 853 или 854                      | 878                    | Сын Радельхиза I, князь Беневенто с 853 года. Унаследовал княжество после смерти брата Радельгара в 853 году. Адельхиз занимал видное место в защите Южной Италии, которая всю вторую половину IX века подвергалась набегу сарацинов под командованием Хальфуна и его преемников. В 860 году он предпринял поход на Бари, где нахолдился один из самых смелих мусульманских вождей Савдан, однако удачи не добился. Потерпев поражение, Адельхис был вынужден заключить с ним мирный договор, по которому обязался платить ежегодную дань и отдать в заложники дочь. Однако заключённый договор не пмешал сарацинам и дальше совершать грабежи. Позже Савдан разбил армию Ламберта II, герцога Сполетского, и Герарда, графа Марси, причём последний погиб. В итоге князь-епископ Капуи Ландульф и аббаты Монтекассино и Вольтурнезе написали императору Людовику II с просьбой о помощи. В ответ тот совершил свой третий поход в Южную Италию (866—871 годы), которая успешно завершилась (в том числе благодаря присланной византийским императором помощи) взятием Бари 3 февраля 871 года, в ходе которого Савдан был захвачен в плен. Император передал его Адельхизу. Однако успехи Людовика II и его политика вызывали недовольство лангобардов. В итоге Адельхиз по совету своего хитрого пленника захватил императора с женой и продержал их в плену с 13 августа по 17 сентября 871 года. Освободил он Людовика II, взяв с него обещание больше не возвращаться в Беневенто. Вернувшись в Рим, император собрал сенат, который в присутствии папы Адриана II объявил князя Беневенто «тираном и врагом республики». Объявленная ему война заставила Адельхиза обратиться за помощью к византийскому императору Василию I. Однако внутренняя ситуация в Беневенто стала настолько нестабильной, что князь в 878 году был убит в результате заговора, который организовали его племянники и зятья. |
| Гайдерис (Вайфер)                                 | умер после 885             | 878                              | январь 881             | Сын князя Радельгара, князь Беневенто с 878 года. После смерти Радельгара князем стал его брат Адельхиз, который в 878 году был убит в результате заговора, после чего при поддержке местной аристократии на престол взошёл его племянник Гайдерис, хотя двое сыновей убитого, Радельхиз II и Айон, были живы. Политическая обстановка в Беневенто была очень нестабильной и характеризовалась всеобщей слабостью, вызванной чередой постоянных конфликтов после раскола, который привёл к выделению из Беневенто княжества Салерно. Кроме того, в лангобардских землях постоянно появлялись арабские банды (в основном из Сицилии), которые включились в лангобардские конфликты и стремились утвердиться в Южной Италии. При этом местная аристократия, управлявшая переферийными городами, стремилась отделиться по примеру Капуи, ставшей независимым владением после разделения Беневентно и Салерно. Единственной эффективной тактикой, которую успешно проводил предшественник Гайдериса, было попеременно сближаться с франками, византийцами и арабами, не допуская при этом, чтобы какая-то из сил достигла доминирования, которое могло поставить под угрозу независимость княжества. В итоге Гайдерис в тот коротких промежуток времени, когда он управлял княжеством, начал применять ту же тактику. В этот период доминировали византийцы, отбившие в 874 году у лангобардов Бари. Папа Иоанн VIII, лишившийся традиционной поддержки со стороны Каролингов после смерти императора Карла II Лысого, видел в византийцах возможность защиты от арабов. Поэтому Гайдерис искал взаимопонимания как с папой, так и с Григорием, византийским стратегом из Бари. Последний в 879 году предпринял путешествие в Кампанию, чтобы организоват совместную встречу с князьями Беневенто, Салерно, графом-епископом Капуи и папой; его взялся сопровожлать Гайдерис. В феврале/марте 879 года после смерти графа-епископа Капуи Ландульфа в Капуе вспыхнули беспорядки, организованные неаполитанскими экспансионистами, возглавляемыми герцогом-епископом Неаполя Афанасем. Новым графом Капуи стал племянник покойного Панденульф, однако ему противостояли родные и двоюродные братья, которых поддерживал князь Салерно. В качестве своего союзника он стал рассматривать Гайдериса, на дочери которого он женился. Но после того как князь Беневенто потребовал, чтобы граф принёс ему вассальную присягу, Панденульф это сделать отказался. В итоге он сначала попытался обратиться за помощью к папе, а затем — к герцогу Афанасию. В начале 881 года сам Гайдерис стал жертвой придворного заговора, ведущую роль в котором играл Ландо III, двоюродный брат Панденульфа Капуанского, который позже его сместил с престола. Князя обвинили в чрезмерном следовании распоряжением византийцев и сместили, а новым князем был сделан его двоюродный брат Радельхиз II, сын князя Адельхиза. Гайдерис в итоге смог сбежать в Бари, откуда его старый союзник Григорий отправил в Константинополь. Там бывший князь получил сан протоспафария. Затем Гайдерис вернулся в Италию, где его назначили управлять городом Ория в Апулии — стратегически важного узла на сухопутном пути между Ионическим и Тирренским морями. Последний раз он упоминается в 885 году. Возможно, его исчезновение вызвано тем, что его покровитель Григорий между 885 и 886 годами был возвращён в Константинополь. Когда и где Гайдерис умер неизвестно. |
| Радельхиз II                                      | умер после 900             | январь 881 май 897               | октябрь 884 январь 900 | Князь Беневенто в 881—884 и 897 и 900 года, сын князя Адельхиза I. Был возведён на престол после свержения его двоюродного брата Гайдериса. Поскольку он был шурином графа Капуи Панденульфа, Радельхиз оказал ему помощь в борьбе с неаполитанским герцогом Афанасием, сорвав в 882 году его нападение на Капую. Ведущую роль в этой битве сыграл Айон, брат князя. Однако в октябре 884 года беневентцы свергли Радельхиза, возведя на престол его брата. Конфликты, которые приводили к свержению князей и чередованию родных и двоюродных братьев на княжеском троне — потомков Радельхиза I, были характерны для Беневенто в течение всей второй половины IX века. При этом восстановление Радельхиза на троне является уникальным случаем в беневентской истории IX века. Повтороное возведение его на трон состоялось по инициативе его сестры — императрицы Агельтруды, жены императора Гвидо Сполетского. Она поддерживала политику контроля над Беневенто близкого родственника своего мужа — герцога Сполето Гвидо IV, который в августе 895 года положил конец почти четырёхлетней оккупации княжества Византии. Сначала он управлял Беневенто лично, потом постави епископа Беневенто Пьетро. А в мае 987 года на княжеский престол был возвращён Радельхиз — через несколько недель после того, как императрица Адельтруда в конце марта или начале апреля въехала в Беневенто. В последующие месяцы она совместно с братом решали конфликт по поводу монастыря Святой Марии Кастаньетской, контроль над которым оспаривали Беневентский дворец и аббатство Сан-Винченцо-аль-Вольтурно. В итоге сам Радельхиз и оказался проигравшей стороной, ибо спор был решён в пользу аббата. В течение второго периода управления Беневенто, продолжавшимся немного больше двух лет, князь пытался уменьшить влияние семьи потомков Рофрита, которую в итоге изгнал из своих владений. Однако они укрылись в Капуе и заручились помощью графа Атенульфа, приходившимся Радельхизу шуринов, пообещав возвести его на княжеский престол. В итоге представители семьи Рофрита в ноябре 899 года с помощью противников князя смогли проникнуть в Беневенто и низложить его в начале 900 года, избрав на его место графа Капуи. Радельхиз был изгнан из Беневенто и его дальнейшая судьба неизвестна. |
| Айон (Аиульф) II                                  | умер в октябре 891         | октябрь 884                      | октябрь 891            | Князь Беневенто с 891 года, сын князя Адельхиза, младший брат князя Радельхиза, после свержения которого в октябре 884 года был возведён на престол. Во время своего правления Айон вёл непрерывную борьбу, защищая Беневенто сначала от сполетских Гвидонидов, а затем от византийцев. Герцог Гвидо III (будущий император) напал на мусульманскую колонию Гарильяно, после чего в 885 году захватил Капую, а оттуда двинулся в Беневенто, где захватил в плен Айона, несмотря на то, что был женат на его сестре Адельтруде, и восстановил франкское владычество над княжеством. Однако оно было недолгим, поскольку в битве при Сипото лангобарды разбили герцогскую армию и восстановили Аиульфа на троне. После смерти византийского императора Василия I он в 888 году возглавил антивизантийское восстание в Апулии и сумел изгнать из Бари стратига Феофила. Позже Айон при помощи сарацинских наёмников одолел посланного императором Львом VI патриция Константина. Однако позже тот смог блокировать князя в Бари, а также лишить его помощи от графа Капуи Атенульфа, уговорив того вступить в союз с византийцами. В результате Бари вновь отошёл к Византии. Айон был последним активным защитником автономии Беневенто. «The Chonicon Monasterii Beneventani» указывает, что он умер в октябре 891 года, по другим сведениям — в 890 году. |
| Орсо (Урс)                                        | умер после 891/892         | 890/891                          | 891/892                | Князь Беневенто в 890/891—891/892 годах, сын Айона (Аиульфа) II. «Annales Beneventani» сообщают, что в октябре 892 года стратиг Калабрии Симбатик захватил Беневенто, свергнув князя Урса, перенеся в город административную столицу фемы «Лангобардия» из Бари. По другим сведениям, это произошло в 891 году. |
| Под управлением Византии                          |                            | 891 или 892                      | август 895             | В 892 году Беневенто было завоёвано Византийской империей, войдя в состав фемы «Лангобардия». Но в 895 году герцог Сполето Гвидо IV отвоевал княжество. |
| Гвидониды                                         |                            |                                  |                        | |
| Гвидо                                             | убит в 897                 | август 895                       | 897                    | Герцог Сполето с 888/889 года, князь Беневенто в 895—897 годах. В августе 895 года Гвидо смог отбить Беневенто у византийцев, заставив их вернуться в Бари, восстановив княжество. Вначале он управлял сам, потом передал управление епископу Беневенто Петру. В 897 году Гвидо вернулся в Беневенто и предложил княжество своему шурину Гвемару I, князю Салерно, но по дороге обманом захватил его и приказал ослепить. В том же году Гвидо был убит в Риме, а в Беневенто по воле императрицы Агельтруды был восстановлен её брат Радельхиз II. |
| Ландульфиды                                       |                            |                                  |                        | |
| Атенульф I                                        | умер в 910                 | январь 900                       | 910                    | Гастальдо Кальви, граф Капуи с 887 года, князь Капуи и Беневенто с 900 года (с 901 года — совместно с сыном Ландульфом I), сын Ланденульфа, гастальдо Теано, внук Ландульфа I Старшего, гастальдо (графа) Капуи, который стал основателем многочисленной Капуанской династии. После смерти в 879 году дяди, епископа и графа Капуи Ландульфа II, который смог сохранить целостность графства, придав ему главенствующую роль среди мелких государств, расположенных в Кампании, его многочисленные племянники начали ожесточённую борьбу за престол. Победителем из неё вышел Атенульф, который был гастальдом Кальви, который 7 января 887 года осуществил дерзкий переворот, который позволил ему избавиться от родных и двоюродных братьев и захватить власть в Капуе. Затем ему удалось отвоевать у неаполитанского герцога Афанасия Либурию — плодородную область, которую долгое время оспаривали между собой Капуя и Неаполь. А в 888 году он разбил Афанасия в битве при Сен-Картиусе на берегах реки Кланио, после чего по сути установил господство над лангобардскими князьями Беневенто и Салерно, а также остановил византийскую экспансию. В то время как в других лангобардских княжествах наблюдался упадок власти, Атенульф стабильно управлял своими владениями. После того как в Беневенто к власти пришёл Радельхиз II, навязанный сестрой — императрицей Агельтрудой, он начал проводить репрессии среди самых влиятельных дворянских семей. Их представители нашли убежище в Капуе и призвали Атенульфа захватить власть в княжестве. Переворот был совершён в январе 900 года, после чего граф Капуи был провозглашён князем Беневенто. В результате возникло княжество Капуи и Беневенто, сохранявшее своё единство почти весь X век под управлением Капуанской династии. Однако возвышение Атенульфа произошло не без проблем, которые провоцировали византийцы, стремившиеся вернуть себе власть над Беневенто. Одной из жертв этого конфликта стал сын князя. Ещё один заговор организовал заговор и епископ Беневенто Пьетро, однако он провалился, после чего епископ был отправлен в ссылку в Салерно. За десятилетнее правление Атенульфа самым заметным его деянием стала борьба с мусульманами из Гарильяно, на которых он напал в 902 году с помощью амальфианцев, однако успехов не добился. В 901 году (вероятно, не позже 12 января) Атенульф ввёл политику совместного управления с сыновьями, назначив сына Ландульфа I своим соправителем. Этой практики его потомки неукоснительно придерживались. Она позволила Капуанской династии сохранять власть в Капуе и Беневенто почти 2 века, устранив риск разделения княжества в результате борьбы за престолонаследие. Атенульф умер в 910 году. |
| Ландульф I                                        | умер 10 апреля 943         | 901                              | 943                    | Князь Капуи (под именем «Ландульф III») и Беневенто с 901 года (до 910 года — совместно с Атенульфом I, в 911—940 годах — совместно с Атенульфом II, с 933 года — совместно с Атенульфом III, с 940 года — совместно с Ландульфом III), сын Атенульфа I. Сделан отцом соправителем в 901 году. Первые годы его управления прошли в тени отца. В это время чередовались периоды столкновения и примирения между лангобардами и византийцами из Апулии и Калабрии. Подобное периодически повторялось вплоть до окончательного исчезновения Лангобардского княжества. В один из периодов сближения с византийцами Ландульф был послан отцом в Константинополь для переговоров с императором Львом VI о союзе против сарацин из колонии в Гарильяно. По случаю этой поездки он вместе с братом Атенульфом II, оставшимся дома, был удостоин титулов антипата и патриция, что свидетельствовало об официальном включении Капуанской династии в византийскую иерархию. После внезапной смерти отца Ландульф в июне 910 года вернулся в Италию, взяв власть в свои руки и назначив соправителем своего брата Атенульфа II. В последующие годы он продолжал пытаться создать антисарацинскую коалицию. Для этого он 2 июля 911 года подписал договор с герцогом Неаполя Григорием IV, а в 915 году отправил аббата Монтекассино Иоанна в Константинополь за обещанной помощью. Для создания коалиции Ландульф организовал серию династических браков. Сам он женился на Джемме, дочери неаполитанского герцога Афанасия II, Гайтельгрима, дочь его брата Атенульфа II, вышла замуж за князя Салерно Гвемара II, а его дочь Ротильда — за Атенульфа III, сына Ландульфа. Весной 915 года антимусульманская лига, которую возглавил папа Иоанн X, начала действовать. Собранная армия, которую возглавляли князья Беневенто и Салерно, а также поддерживавший их византийский флот под управлением стратига Николая Пицикли, в августе напали на Гарильяно, уничтожив последний оплот сарацин на побережье Тирренского моря, сильно увеличив престиж Византии в Италии. Однако это усложнило отношение лангобардов с Византийской империей, тем более что часть княжества Беневенто имела протяжённую границу с фемой «Лангобардия», состоявшей из земель, когда-то принадлеживаших ему. Кроме того, греки контролировали все прибрежные города на побережье Адриатического моря, что не позволяло расположенному рядом с ними городу Беневенто участвовать в прибыльной торговлей с Востоком. В итоге Ландульф стал стремиться к увеличению своей власти и большей независимости от Византии, хотя и сохранял формальное подчинение от неё. Для этого он действовал по схожей схеме: пользуясь недовольством населения из-за возобновившихся набегов арабов из Сицилии и увеличения налогового бремени, он поддерживал местные восстания, временно возвращая себе некоторые бывшие владения Беневенто, однако как только из Константинополя появлялись войска для восстановления порядка, быстро отказывался от них и подчинялся империи. Так в 921 году он вмешался в восстание в Апулии, убив стратига Урсилеона в Асколи, после чего при посредничестве константинопольского патриарха Николая Мистика просил назначить его самого стратигом фемы «Лангобардия»; чтобы показать свою добрую волю, он отправил в качестве заложника в Константинополь своего младшего сына. Однако император ответил отказом, опасаясь передавать управление итальянскими владениями местному князю. В 929 году Ландульф вместе с братом Атенульфом, князем Салерно Гвемаром II и герцогом Сполето Теобальдом вновь вторгся в Апулию и Северную Калабрию. На этот раз из-за внутренних противоречий в Византии, которая не смогла послать войска в Италию, восстание длилось более 5 лет. В 934 году патриций Фома Фессалонийский с небольшим отборным отрядом был отправлен для переговоров с Ландульфом. Но мир был восстановлен только в 935 году из-за вмешательства короля Италии Гуго Прованского, которому император послал богатые подарки. В последующие годы лангобардские князья признавали свою зависимость от Византии, хотя потом случались ещё столкновения в 936 и 940 годах. |
| Атенульф II                                       | умер в 940                 | 911                              | 940                    | Сын князя Атенульфа I, князь Капуи и Беневенто с 911 года (совместно с братом Ландульфом I, а с 933 года — ещё и с племянником Атенульфом III). Он никогда не правил Беневенто самостоятельно, поскольку главой династии считался его старший брат Ландульф I. Несмотря на это, Атенульф отнюдь не был второстепенной фигурой и активно участвовал в важнейших политических событиях своего времени. Вместе с братом он играл ведущюю роль в разгроме в 915 году сарацинов, закрепившихся в устье реки Гарильяно. Кроме того, он принимал участие в поддержке восстаний против византийцев в Апулии. Кроме того, он принимал участие в династической политике — его дочь Гательгрима была выдана за князя Салерно Гвемара II. Из его двух сыновей Ландульф в 973—974 годах был князем Салерно, узурпировав власть у Гизульфа I, а другой, Аринольф — гастально Аквины. |
| Атенульф III                                      | умер после 943             | 933                              | 943                    | Сын князя Ландульфа I, князь Капуи и Беневенто с 933 года. Он был соправителем своего отца: в 933—940 году вместе с дядей Атенульфом II, а с 940 года — вместе с братом Ландульфом II. Хотя Атенульф III никогда не был главой династии, он принимал активное участие в антивизантийской политике, которую разветвлённая Капуанская династия проводила на протяжении почти всего X века. В рамках союза с другими лангобардскими правителями, Атенульф вступил в династический брак с Ротильдой, дочери салернского князя Гвемара II. После смерти отца в 943 году, опасаясь за свою жизнь, бежал от брата Ландульфа III в Салерно. |
| Ландульф II                                       | умер в мае 961             | 940                              | май 961                | Князь Капуи (под именем «Ландульф IV») и Беневенто с 940 года (до 943 года — совместно с Ландульфом I и Ландульфом III, с 943 года — с Пандульфом I, с 959 года — с Ландульфом III). В 943 году Ландульф обрёл абсолютную власть в княжестве, поскольку, опасаясь за свою жизнь, его брат Атенульф III и двоюродный брат Ландульф, сын Атенульфа II, бежали ко двору своего родственника, князя Салерно. В первые годы своего правления князь жаждал объединить все лангобардские земли. Поставив соправителем своего сына Пандульфа I, он стал проводить политику решительного разрыва с Византией. Однако его план захвата все Малой Лангобардии провалился. После смерти в 946 году князя Салерно Гвемара II, он вступил в союз с неаполитансим герцогом, чтобы сместить нового князя Гизульфа I, однако заговор провалился, поскольку его армия была разбита на Кавском перевале, в том числе благодаря помощи, оказанной Салерно герцогом Амальфи Мастало. После этого Ландульф изменил свою политику и вступил в союз с Гизульфом, опустошив вместе с ним земли своего бывшего союзника, герцога Неаполя. В 950 году Ландульф вместе с Гизульфом помогли аббату Монтекассино Алигерно изгнать из его владений армию гастальдо Аквино Атенольфа Мегаллу. В 950-е годы он возобновил антивизантийскую политику, поддерживая все восстания против византийцев в Апулии, но в 955 году подчинился Византии. Однако уже в следующем году Ландульф вместе с Гизульфом Салернским вновь вышли из повиновения империи. В 959 году он сделал соправителем ещё одного своего сына, Ландульфа III. Он умер в мае 961 года. |
| Пандульф I Железная Голова                        |                            | август 943                       | март 981               | Князь Капуи и Беневенто с 944 года, герцог Сполето и маркграф Камерино с 966/967 года, князь Салерно с 978 года. В 943 году сделан отцом соправителем в Капуе и Беневенто. После его смерти в 961 году получил полноту власти, управляя совместно с братом Ландульфом III, который стал соправителем ещё при жизни отца в 959 году. После смерти же Ландульфа III в конце 968 или 969 году Пандульф отстранил от власти его малолетних сыновей, Пандульфа II и Ландульфа V, выгнав из их владений, сделав соправителем собственного сына Ландульфа IV. В 961 голу году папа Иоанн XII организовал поход в Южную Италию, желая вернуть над владениями лангобардов папскую юрисдикцию. Однако вмешательство Гизульфа Салернского вынудило папскую армию отступить. Но в следующем году союз со Сполерно распался, поскольку правитель этого княжества подписал с папой договор о союзе. После коронации в Риме Оттона I Великого императорской короной Пандульф и Ландульф в феврале 962 года не дожидаясь его появления в Южной Италии объявили о своей верности ему. Из-за враждебного отношения Пандульфа к папе и сторонникам короля Италии Беренгара II, включая герцога Сполето, Оттон I между июнем 966 и 11 января 967 года передал ему герцогство Сполето и марку Камерино. Кроме того, в 966 году император добился от папы возведения Капуанской епархии в ранг метрополии Кампании, а епископом сделал Джакомо, брата князя, благодаря чему Капуанская династия сосредоточила в своих руках не только светскую, но и церковную власть в Капуе, опередив другие столичные города Малой Ломбардии. Кроме того, Пандульф позаботился о том, чтобы в 968 году архиепархией стало Салерно, а в 969 году — и Беневенто. Осенью 968 года он присоединился к императорскому походу против византийцев в Апулии и был оставлен руководить осадой Бари. Но в 969 году Пандульф был взят в плен в битве при Бовино катепаном Евгением и был освобождён только благодаря соглашению, по которому византийский император Иоанн I Цимисхий согласился выдать свою племянницу Феофано за Оттона II, сына императора. После восстания в Салернском княжестве Пандульф вмешался в июне 974 года, восстановив на престоле Гизульфа I, заставив взамен не имевшего детей князя усыновить своего сына Пандульфа II, распространив между 978 и 981 году свою гегемонию и на это княжество. Пандульф II в итоге стал князем Салерно, а Пандульф объявил себя его соправителем. В результате чего произошло временное объединение территории древнего княжества Беневенто. После его смерти владения были разделены между сыновьями Пандульфа: Ландульф IV получил Капую и Беневенто, а Пандульф II — Салерно. Сполето и Камерино были потеряны, поскольку император Оттон II в 981 году передал их Тразимунду III. Смерть Пандульфа вызвала глубокий кризис в Беневенто, который достиг своего апогея в 993 году, когда Капуя восстала против князя Ландульфа. Правление Пандульфа ознаменовало период максимального расширения Капуи и Беневенто, однако одновременно оно привело к стремительному падению авторитета княжеской власти из-за захвата земель местных гастальдов и графов. |
| Ландульф III                                      | декабрь 968 или 969        | 959                              | 968/969                | Князь Капуи (под именем «Ландульф V») и Беневенто с 959 года, сын князя Ландульфа II. В 959 году сделан отцом ещё одним соправителем. Другим соправителем был старший брат Пандульф I. Ландульф никогда не правил самостоятельно и напрямую. После смерти отца в 961 году он остался соправителем Пандульфа. Как и брат, он в феврале 962 года присягнул в верности императору Священной Римской империи Оттону I. Осенью 968 года Ландульф участвовал в походе императора в Апулию, но потом вернулся в Беневенто, где и умер в декабре 968 или 969 году, оставив наследником малолетнего сына Пандульфа II. Однако Пандульф I, который также сопровождал Оттона I в походе в Апулиию, узнав о смерти брата, покинул военные действия и вернулся в Беневенто, отстранил племянника от наследования, заменив его на своего юного сына Ландульфа IV. Позже Пандульф II всё же стал князем Беневенто, а другой сын, Ландульф V, в 1000—1007 годах был князем Капуи. |
| Ландульф IV                                       | 13 июля 982                | 968/969                          | октябрь 981            | Сын Пандульфа I Железная Рука, князь Капуи (под именем «Ландульф VI») с 968/989 года, князь Беневенто в 968/969 — 981 годах. После смерти в 968 или 969 году Ландульфа III его брат Пандульф I отказался признавать соправителями его малолетних детей. Вместо них он сделал соправителем собственного юного сына Ландульфа IV. Уже в 689 году ему вместе с матерью и епископом Беневенто Ландульфом пришлось организовавать оборону лангобардских княжеств после пленения Пандульфа I в битве при Бовино вторгся византийский стратег Евгений. Он захватил Авелино и осадил столицы княжеств — Капую и Беневенто. Только благодаря подошедшим войскам, посланным императором Священной Римской империи Оттоном I, удалось отстоять эти владения. Пандульф к моменту смерти, которая случилась в марте 981 года, смог присоединить к своим владениям ещё и княжество Салерно, но после его смерти это объединение распалось. Ландульф унаследовал Капую и Беневенто, а его брат Пандульф — Салерно. Однако смерть Пандульфа I сильно нарушила баланс в Южной Италии. В это же время новый император Оттон II отозвал свои войска из лангобардских княжеств в Апулию. Вскоре после этого в октябре 981 года герцог Амальфи Мансоне организовал восстание в Салерно, сверг Пандульфа II и сам взошёл на трон княжества. Вскоре после этого произошло восстание из Беневенто, в результате которого Ландульф был свергнут и заменён на двоюродного брата Пандульфа II, в своё время лишённого наследства дядей. Эти события заставили Оттона II прервать апулийскую кампанию и вернуться в лангобардские земли, однако он был вынужден признать новых князей. В итоге Беневенто и Капуи были разделены, поскольку Ландульф сохранил Капую в своих руках. В начале 982 года Оттон II возобновил прерванную кампанию в Апулии, к его войскам добавились армии, возглавляемые князем Капуи и его братом Пандульфом. Но 13 июля эта армия потерпела катастрофическое поражение в битве при Стило в Калабрии от сарацинских войск, возглавляемых эмиром Абуль-Касимом. Среди большого количества погибших оказались Ландульф IV и его брат Пандульф. |
| Пандульф II                                       | умер в 1014                | октябрь 981                      | 1014                   | Сын князя Ландульфа III, князь Беневенто с 981 года, князь Капуи (под именем «Пандульф III») с 1008 года. Его отцец, который был соправителем в Капуе и Беневенто брата Пандульфа I, умер в 968 или 969 году. Пвндульф и его младший брат Ландульф были ещё малы, и дядя отстранил их от наследования. Пандульф умер в марте 981 года, что привело к распаду объединённых им лангобардских княжеств. В Капуе и Беневенто ему наследовал сын Ландульф IV, который до этого был его соправителем. Но в октябре того же года в Беневенто произошло восстание, организованное византийцами, в результате которого князем Беневенто вместо смещённого Ландульфа стал его двоюродный брат Пандульф. Император Оттон II был вынужден признать нового князя, который сохранял титул до самой смерти. В 987 году он сделал своим соправителем сына Ландульфа V, а в 1011 году ещё и племянника Пандульфа III. В 999 году император Оттон III посетил Беневенто, но уже в следующем году согласие между ними было нарушено. Император осадил город, однако взять его так и не смог. В результате через несколько недель после бесполезной осады Оттон III снял её и вернулся в Рим, а затем в Германию. После ухода императора в лангобардских княжествах восстановилось равновесие, когда в Капуе произошло восстание, в результате которого на княжеский стол взошёл Ландульф VII, брат Пандульфа. «Анналы Беневенто» сообщают, что в 1003 году граф Авеллино Адельфирио организовал заговор против Пандульфа, изгнав его и соправителя Ландульфа из столицы, однако уже в 1005 году они вновь вернулись в неё. В 1008 году он стал ещё и князем Капуи вместо малолетнего племянника Пандульфа II, вновь на некоторое время объединив Беневенто и Капую. Однако контроль правителей над территорией княжества слабел, в результате чего по сути княжеская власть распространялась на столицу и её ближайшие окрестности. Ослабление византийского присутствия в Италии привело к возобновлению арабских вторжений, которые угрожали в том числе и Беневенто, Капуе и Неаполю, однако сарацин разбил флот венецианцев, стремившихся защитить свои интересы в Южной Италии. В то же время в Апулии участились восстания против византийцев, которые с мая 1009 года превратились в борьбу за независимость, которую возглавлял Мело из Бари. Однако Пандульф никак не вмешивался в эти восстания. Убедившись, что помощи здесь он не дождётся, Мело отправился в Германию к Генриху II. Пандульф умер в 1014 году, после чего власть в Беневенто унаследовал его сын Ландульф. |
| Ландульф V                                        | умер в сентябре 1033       | май 987                          | сентябрь 1033          | Сын князя Пандульфа II, князь Беневенто с 987 года. Пандульф II пришёл к власти в Беневенто в 981 году в результате восстания. В мае 987 года он сделал своего сына Ландульфа соправителем, что упрочило его власть в княжестве, а в 1011 году ещё и его сына Пандульфа III. В 1014 году умер его отец, после чего знать в очередной раз попыталась сместить князя, как это было в 1003 году, однако на этот раз успеха не добилась. В 1016 году его брат, Пандульф IV пришёл к власти в Капуе. В 1022 году в Южную Италию прибыл Генрих II, которого Ландульф с сыном Пандульфом с почестями встретил в Беневенто. В результате император не стал смещать их, сделав город базой для своей армии. А вот судьба двух братьев Ландульфа сложилась более плачевно: Пандульф Капуанский был смещён и отослан в заключение в Германию, а Атенульф, который был аббатом Монтекассино, попытался бежать в Константинополь, но по дороге его корабль утонул. Ландульф умер в сентябре 1033 года, его сменил сын Пандульф III. |
| Пандульф III                                      | умер в 1060                | 1011 январь 1055                 | 1050 1060              | Сын князя Ландульфа V, князь Беневенто в 1011—1050 и 1055—1060 годах. В 1011 году сделан соправителем дедом, князем Пандульфом II, наравне с отцом. О его правлении практически ничего не известно. В 1038 году он сделал своим соправителем сына, Ландольфа VI. В том же году князь Салерно Гвемар IV распространил свою власть на Капую, став самым могущественным правителем Южной Италии. Князья Беневенто же выбрали линию закрытости от внешнего мира. В 1041 году им пришлось столкнуться с заговором, который, возможно, возглавил брат Пандульфа Атенульф, отстранённый от власти, однако результатов он не добился. В 1047 году в Беневенто прибыл император Генрих III. Однакое князьям Беневенто не нравилось, что тот признал своими вассалами норманнов, которых они рассматривали как потенциальных захватчиков. В итоге жене императора, Агнессе де Пуатье, которая за несколько дней до него прибыла в город, возвращаясь из паломничества, был оказан очень холодный приём, а перед самим императором вообще закрыли ворота. В итоге разгневанный Генрих III осадил город и побудил папу Климента II отлучить Пандульфа и его сына от церкви. Однако у него не было достаточно сил, чтобы продолжать осаду, поэтому он отступил на север, поручив вассальным норманнам разграбить Беневенто. С этого момента княжество по сути оказалось в изоляции. Весной 1050 года Пандульф и Ландульф отказались открыть ворота папе Льву IX, который возвращался из паломничества. В итоге понтифик подтвердил наложенное его предшественником отлучение. В самом же городе произошло восстание, в результате которого оба князя были изгнаны, а к папе в начале 1051 года был направлен легат, который пообещал подчиниться папе в обмен на защиту от норманнов. В итоге папа 5 июля въехал в город и вступил во владение от своего имени и от имени императора. Однако после его отъезда нападения норманнов возобновились. Хотя в следующем году в Вормсе был подтверждён сюзеренитет папы над Беневенто, но по сути его власть ограничивалась городом. С июля 1053 по март 1054 года Лев IX находился в Беневенто, но после того как он уехал в Рим, жители вновь пригласили Пандульфа и Ландульфа. В январе 1055 года они вернули себе власть в столице. В августе 1056 года Пандульф возвёл в соправители ещё и сына Ландульфа, Пандульфа IV, а в 1060 году отказался от власти и постригся в монахи, но в том же году умер. |
| Ландульф VI                                       | умер 27 ноября 1077        | август/сентябрь 1038 январь 1055 | 1050 27 ноября 1077    | Сын князя Пандульфа II, князь Беневенто в 1038—1050 и 1050—1077 годах. В августе или сентябре Ландульф был сделан отцом своим соправителем. В 1056 году соправителем стал и сын Ландульфа, Пандульф IV, а в 1060 году Пандульф III отрёкся от власти и постригся в монахи. В последующие годы Ландульф постепенно терял контроль над столицей и территорией своего княжества, которые в конце концов перешли под полное папское управление. В 1071 году он был вассалом папы, а в августе 1073 года принёс присягу о верности папе Григорию VII, пообещав уважать права аристократов в Беневенто. В 1074 году погиб его наследник и соправитель Пандульф IV, а сам он умер 27 ноября 1077 года, став последним лангобардским правителем Беневенто. В итоге княжество перешло под папский контроль, вместо князей Беневенто им управляли назначаемые папой ректоры — представители могущественной городской аристократии, которые пытались защитить города от всё усиливающихся попыток завоевать их норманнов. |
| В составе Папского государства (июль 1051 — 1054) |                            |                                  |                        | |
| Ландульфиды                                       |                            |                                  |                        | |
| Пандульф IV                                       | убит 7 февраля 1074        | август 1056                      | 7 февраля 1074         | Сын Ландульфа VI, князь Беневенто в 1056—1074 годах. В августе 1056 года Пандульф был назначен соправителем отца и деда, а после отречения Пандульфа III в 1060 году был соправителем только отца. Он погиб 7 февраля 1074 года в битве при Монтесаркьо, сражаясь против норманнов. |

## Князья Беневенто, назначенные Наполеоном I
| Имя                     | Годы жизни                   | Начало правления | Конец правления | Примечание |
| ----------------------- | ---------------------------- | ---------------- | --------------- | --- |
| Шарль Морис де Талейран | 2 февраля 1754 — 17 мая 1838 | 3 июня 1806      | 4 июня 1815     | Французский государственный деятель и дипломат, князь Беневенто в 1806—1815 годах. За свои заслуги получил от Наполеона титул князя Беневенто 3 июня 1806 года, но лишился его 4 июня 1815 года. |